# Zwecksteuer
Zwecksteuern, in älterem Schrifttum auch Verwendungszwecksteuern genannt, sind Steuern, deren Aufkommen nach dem Willen des Gesetzgebers für einen bestimmten, vorgegebenen Zweck verwendet werden soll. Die Zuordnung des Aufkommens aus einer neuen Steuer oder einer Steuererhöhung zu einem Verwendungszweck – also ihre Ausweisung als Zwecksteuer – dient häufig ihrer Begründung in der Öffentlichkeit. Die Bezeichnung Zwecksteuer wird mitunter auch allgemeiner für alle Steuern verwendet, die primär einem außerfiskalischen Zweck dienen. Dazu zählen dann neben den Verwendungszwecksteuern auch die Lenkungs- oder Wirkungszwecksteuern, also Steuern, deren Zweck in erster Linie in ihrer beabsichtigten Wirkung auf das Verhalten der Steuerdestinatare besteht.
Eine Verwendungszwecksteuer kann zugleich Wirkungszwecksteuer sein. Die deutsche Ökosteuer ist ein solches Beispiel. Durch ihre Einführung erhoffte man sich eine doppelte Dividende: durch den Lenkungseffekt sollten Umweltschäden verringert, durch die Einnahmeverwendung der Faktor Arbeit entlastet werden.
Der Rechtswissenschaftler Rainer Wernsmann unterscheidet Verwendungszwecksteuern im engeren Sinn, bei denen die zweckgebundene Verwendung des Aufkommens gesetzlich festgeschrieben ist, und solche im weiteren Sinn, die lediglich mit einer politischen Willensbekundung zur Verwendung des Aufkommens verbunden sind. Beispielsweise wurde in Deutschland mit der ökologischen Steuerreform im Jahr 1999 neben dem ökologischen Lenkungszweck auch ein Verwendungszweck verfolgt. Laut Gesetzesbegründung sollte das zusätzliche Aufkommen in die Sozialversicherungen fließen und so die Beitragszahler entlastet werden. Eine ausdrückliche gesetzliche Zweckbestimmung liegt aber nicht vor, es handelt sich also um eine Zwecksteuer im weiteren Sinn. Die deutsche Mineralölsteuer hingegen war eine Zwecksteuer in engerem Sinn, denn das Straßenbaufinanzierungsgesetz schrieb die teilweise Verwendung im Verkehrswesen fest.
Im deutschen Recht sind nach § 7 HGrG und § 8 BHO Zwecksteuern zulässig. Der Gesetzgeber muss bei der Zweckbindung auf verfassungsrechtlich gebotene Schranken achten: Die Mittelverwendung darf nicht den Charakter einer individuellen Gegenleistung annehmen, denn dann würde es sich schon begrifflich nicht mehr um eine Steuer handeln. Ferner muss das Aufkommen der Deckung des allgemeinen Finanzbedarfs dienen. Wenn der Verwendungszweck eine allgemeine Staatsaufgabe ist, ist dies regelmäßig der Fall. Vor allem aber darf die Zweckbestimmung nicht in unzulässiger Weise das Gesamtdeckungsprinzip durchbrechen und der Kompetenz des Haushaltsgesetzgebers auf Dauer entzogen werden. Zwecksteuern im weiteren Sinn verletzen dieses Prinzip grundsätzlich nicht. Eine gesetzlich geregelte Zweckbindung im engeren Sinn ist, nach verbreiteter Auffassung, in Ausnahmefällen möglich, aber  besonders rechtfertigungsbedürftig. Sie muss im Rahmen der Haushaltsgesetzgebung angepasst werden können. Das ist, wenn Haushalts- und Sachgesetzkompetenz in einer Hand liegen, etwa in der des Deutschen Bundestages, regelmäßig der Fall; das später verabschiedete Haushaltsgesetz würde als lex posteriori vorgehen. Neben der Dispositionsfreiheit des demokratisch legitimierten Gesetzgebers ist auch das Wirtschaftlichkeitsprinzip zu gewährleisten; Mittel sollen nicht allein deshalb für einen Zweck ausgegeben werden, weil sie rechtlich dafür bestimmt sind. Ebenso dürfen gebotene Ausgaben nicht deshalb unterbleiben, weil die dafür zweckgebundenen Mittel fehlen.